# NetworkManager

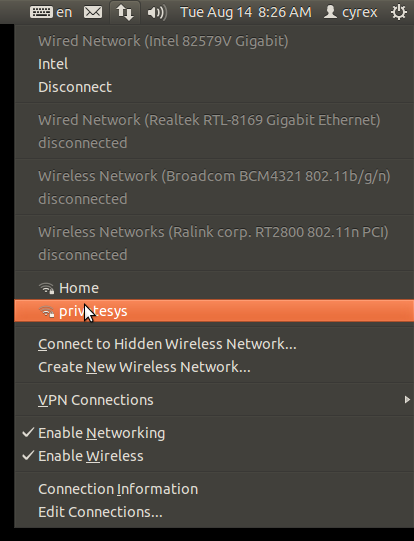
Menú de NetworkManager en Ubuntu

NetworkManager es una utilidad de software para simplificar el uso de redes de computadoras en ux y otros sistemas operativos basados en 

## Información general
Red Hat inició el proyecto NetworkManager en 2004 con el objetivo de permitir que los usuarios de Linux hacer frente con mayor facilidad a las necesidades de redes modernas, en particular, de redes inalámbricas . NetworkManager adopta un enfoque oportunista de selección de red, tratando de usar la mejor conexión disponible cuando se producen cortes, o cuando el usuario se mueve entre redes inalámbricas. Prefiere conexiones Ethernet a través de redes inalámbricas "conocidas". Se pide al usuario claves WEP o WPA, según sea necesario.
NetworkManager tiene dos componentes:
- un servicio que administra las conexiones y los informes de cambios en la red.
- una aplicación gráfica de escritorio que permite al usuario manipular las conexiones de red. El subprograma nmcli proporciona una funcionalidad similar en la línea de comandos.

Ambos componentes están diseñados por los desarrolladores para ser razonablemente portátil, y la aplicación está disponible para los entornos de escritorio que ejecutan el protocolo Freedesktop.org, incluyendo GNOME, KDE, Enlightenment (gestor de ventanas) y Xfce.

## Asistente de configuración de banda ancha móvil
Antti Kaijanmäki anunció el desarrollo de un asistente de configuración de banda ancha móvil para NetworkManager en abril de 2008, disponible en la versión de NetworkManager 0.7.0. Junto con el paquete de banda ancha móvil y el proveedor-info de la conexión se configura fácilmente.

## Interfaces de usuario
- Networkmanagement
- NetworkManager back-end para KDE SC 4, proporciona un plasma widget de frontend.
- KNetworkManager, el entorno de escritorio K frontend desarrollado por Novell.
- nm-applet, es el programa de GNOME de NetworkManager.
- nmcli, incorporado en la interfaz de línea de comandos (que fue lanzado a finales de mayo de 2010).
- cNetworkManager, interfaz de línea de comandos para NetworkManager.